# Murist
Murist is een plaats en voormalige gemeente in het district Broye van het kanton Fribourg in Zwitserland. Op 1 januari 2017 ging de gemeente op in de op die dag gevormde fusiegemeente Estavayer.

## Geografie
Murist ligt in de exclave Estavayer van kanton Fribourg in kanton Vaud. De oppervlakte van de voormalige gemeente bedraagt 8.2 km².
- Hoogste punt: 693 m
- Laagste punt: 525 m

## Bevolking
De gemeente heeft 438 inwoners (2003). De meerderheid in Murist is Franstalig (92%, 2000) en Rooms-Katholiek (68%).

## Economie
59% van de werkzame bevolking werkt in de primaire sector (landbouw en veeteelt), 11% in de secundaire sector (industrie), 30% in de tertiaire sector (dienstverlening).